# پردی (میزوری)
پردی (به انگلیسی: Purdy) یک شهر در ایالات متحده آمریکا است که در شهرستان بری، میزوری واقع شده‌است. پردی ۱٫۶۸ کیلومتر مربع مساحت و ۱٬۰۹۸ نفر جمعیت دارد و ۴۵۲ متر بالاتر از سطح دریا واقع شده‌است.